# Edward H. Griffith
Edward H. Griffith (Lynchburg, 23 de agosto de 1888 — South Laguna, 3 de março de 1975), foi um realizador, argumentista, e produtor cinematográfico estado-unidense, que realizou sessenta e um filmes entre 1917 e 1946.

## Filmografia
- Barnaby Lee (1917)
- Babs (1920)
- Week End Husbands (1924)
- Another Scandal (1924)
- Bad Company (1925)
- Love Over Night (1928)
- Paris Bound (1929)
- Holiday (1930)
- Beyond Victory (1931)
- The Animal Kingdom (1932)
- Biography of a Bachelor Girl (1935), também produtor
- No More Ladies (1935), também produtor
- Next Time We Love (1936)
- Ladies in Love (1936)
- Honeymoon in Bali (1939)
- Cafe Society (1939)
- Virginia (1941)
- Bahama Passage (1941)
- One Night in Lisbon (1941)
- The Sky's the Limit (1943)
- Perilous Holiday (1946)